# Mulsanne
Mulsanne ist eine französische Gemeinde mit 5.299 Einwohnern (Stand 1. Januar 2022) im Département Sarthe in der Region Pays de la Loire. Mulsanne gehört zum Arrondissement Le Mans und zum Kanton Écommoy. Ihre Einwohner heißen Mulsannais.

## Geografie
Mulsanne liegt etwa zehn Kilometer südlich des Stadtzentrums von Le Mans. Der Fluss Rhonne durchquert die Gemeinde, im Nordwesten verläuft der Roule Crotte. Umgeben wird Mulsanne von den Nachbargemeinden Le Mans im Norden und Nordwesten, Ruaudin im Norden und Nordosten, Teloché im Osten und Südosten, Laigné-Saint-Gervais im Süden, Moncé-en-Belin im Westen und Südwesten sowie Arnage im Westen.

## Geschichte

### Internierungslager Mulsanne
Die Geschichte des Internierungslagers Mulsanne spielt zwischen den Jahren 1939 und 1947. In dieser Zeit wurde das Lager von Engländern, Deutschen und Franzosen für unterschiedliche Zwecke genutzt.
Die erste Phase der Lagergeschichte begann 1939. Auf einem von der französischen Armee beschlagnahmtem Gelände, auf dem sich heute ein 24-Stunden-Golfplatz befindet (Lage), ließ sich die British Expeditionary Force (BEF) nieder, um Frankreich bei einem vermuteten deutschen Angriff zur Seite zu stehen. Als dieser Angriff im Juni 1940 tatsächlich erfolgte und die deutsche Wehrmacht im Westfeldzug schneller vorrückte, als erwartet, verließe die BEF das Lager und zog sich nach England zurück. Was auf dem Lagerarreal zurückgeblieben war, wurde von der örtlichen Bevölkerung geplündert.
Die zweite Phase der Lagergeschichte begann am 20. Juni 1940 mit dem Einzug der deutschen Truppen. Diese errichteten auf dem von der BEF verlassenen Gelände ein Kriegsgefangenenlager, das Frontstalag 203, dessen offizieller Sitz Le Mans war. Dieses Kriegsgefangenenlager, das laut USHMM aus 35 mit Wellblech bedeckten Baracken bestand, war vom August 1940 bis zum März 1941 in Betrieb und soll fast 4000 französische Soldaten beherbergt haben. Im USHMM-Artikel ist abweichend davon nachzulesen, dass erst im Mai 1941 der Abtransport der Kriegsgefangenen nach Deutschland begonnen habe und das Lager dann am 12. Februar 1942 den französischen Behörden übergeben worden sei.
Die dritte Phase der Lagergeschichte hängt mit einer in Frankreich lange Zeit verdrängten Geschichte zusammen: der Ausgrenzung jener Menschen, die hier als Nomaden (Nomades), Zigeuner (Tsiganes) oder Manouches bezeichnet wurden und werden.
Das Lager in Mulsanne war zu Beginn der sich 1940 verstärkenden Ausgrenzungspolitik gegenüber den Sinti und Roma schon einmal kurzzeitiger Aufenthaltsort für einige Roma-Familien, die aber verlegt wurden. 1942 wurde Mulsanne dann zu einer Art Sammellager. Am 15. April 1942 verfügte der Präfekt des Département Sarthe die Einrichtung des Lagers, in das in der Folge 370 Insassen des „Nomaden“-Lagers Camp de la Verrerie (Coudrecieux), 306 Insassen aus dem Internierungslager Moisdon-la-Rivière und 201 Insassen aus dem Lager in Montlhéry verlegt wurden.
Das Lager in Mulsanne hatte eine Kapazität von 1200 Personen und erreichte am 8. Juli 1942 mit insgesamt 877 Häftlingen seinen höchsten Belegungsstand. Die Lebensbedingungen und der Gesundheitszustand der Internierten waren sehr schlecht, weshalb sich sogar drei Roma freiwillig zur Arbeit in Deutschland gemeldet hätten. Einige der Inhaftierten hätten in den Renault-Werken in Le Mans gearbeitet, und für Kinder im Alter von 6 bis 14 Jahren habe es eine Schule gegeben.
Nach wiederholten Bombenabwürfen der Alliierten im Sommer 1942 auf Ziele in der Nähe von Mulsanne verlangten die Deutschen die Rückgabe des Lagers. Die Roma-Familien aus Mulsanne – insgesamt 717 Menschen – wurden deshalb am 3. August 1942 per Zug in das Lager für Nichtsesshafte in Montreuil-Bellay gebracht.
Die vierte Lagerphase spielte sich im Oktober 1942 ab. In der Zeit fanden in der Region Razzien unter den hier lebenden Juden statt. Die dabei Festgenommenen wurden zunächst ins Lager Mulsanne gebracht und von dort aus nach einiger Zeit ins Sammellager Drancy überstellt; sie wurden schließlich am 6. November 1942 mit dem Konvoi 42 nach Auschwitz deportiert.
Die fünfte und letzte Phase des Internierungslager Mulsanne begann nach der Befreiung Frankreichs. Ab dem September 1944 nutzten die französischen Behörden Mulsanne, um hier nun deutsche Kriegsgefangene einzusperren. Mehr als 8000 Männer sollen hier interniert gewesen sein.
Im August 1947 wurde das Lager Mulsanne endgültig geschlossen. Von ihm blieb nur noch wenig übrig. Das Gelände wurde fü die Rennstrecke Circuit des 24 Heures benötigt. Später entstand darauf der oben schon erwähnte 24-Stunden-Golfplatz. Guillaume Martin Van der Haegen, Professor für Geschichte und Geographie, gelang es aber, noch einige Spuren des ehemaligen Lagers aufzuspüren und in einer Publikation zu dokumentieren.
Seit 2003 wies eine erste Gedenktafel auf die Geschichte des Lagers Mulsanne hin. Ihr folgte am 24. April 2005 eine weitere Gedenktafel, die an die 45 jüdischen Kinder erinnert, die im Oktober 1942 im Lager Mulsanne interniert und anschließend deportiert wurden.

## Bevölkerungsentwicklung
| Jahr      | 1962 | 1968 | 1975 | 1982 | 1990 | 1999 | 2006 | 2011 |
| Einwohner | 803  | 891  | 3055 | 3776 | 5058 | 5213 | 4668 | 4409 |

## Sehenswürdigkeiten
- Kirche Sainte-Madeleine

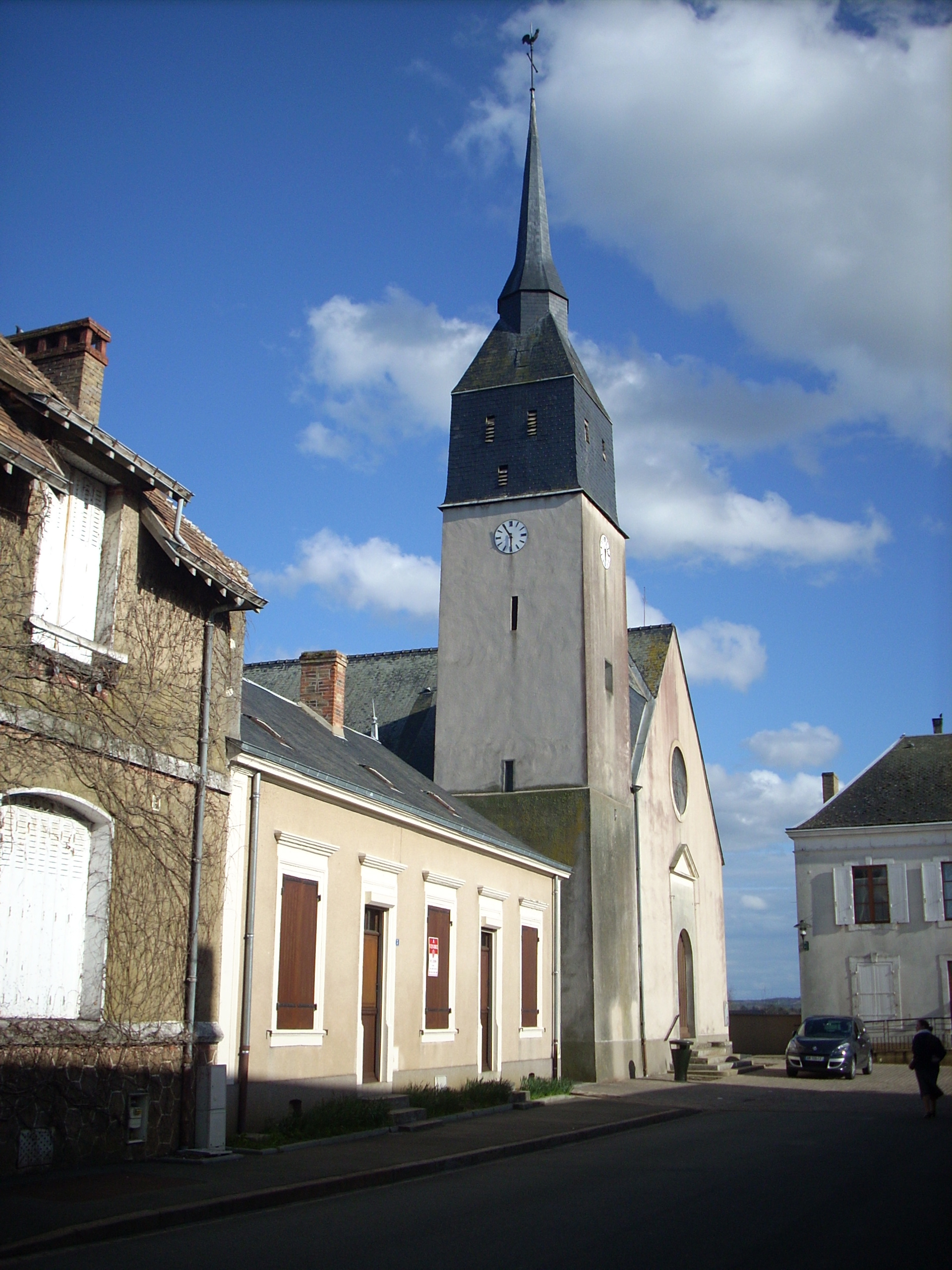
Kirche Sainte-Madeleine

- Schloss Hunaudières, seit 1966 Monument historique
- Lager deutscher Kriegsgefangener des Zweiten Weltkriegs
- Der Circuit des 24 Heures liegt teilweise auf Gemeindegebiet

## Gemeindepartnerschaften
Mit der britischen Gemeinde Nettleham in Lincolnshire (England) besteht seit 1993 eine Gemeindepartnerschaft.

## Trivia
Nach dem Ort ist der Bentley Mulsanne benannt.